# NGC 1064
NGC 1064 è una lontana galassia a spirale barrata situata nella costellazione della Balena, a una distanza di circa 435 milioni di anni luce dalla nostra Via Lattea.

## Scoperta
La galassia è stata scoperta nel 1886 dall'astronomo statunitense Francis Leavenworth.

## Descrizione
NGC 1064 ha una classe di luminosità III.
Data la sua luminosità superficiale pari a 14,40, NGC 1064 può essere classificata come una galassia a bassa luminosità superficiale (nella letteratura in lingua inglese abbreviata in LSB, acronimo di Low Surface Brightness). Le galassie LSB sono galassie di tipo diffuso (D) con una luminosità superficiale inferiore di almeno una magnitudine a quella del cielo notturno circostante.